# Galleria nazionale di belle arti della Giordania
La Galleria nazionale di belle arti della Giordania (JNGFA) è un importante museo di arte contemporanea situato ad Amman, in Giordania. L'inaugurazione ufficiale della Galleria si è svolta sotto il patronato del defunto re Hussein e della regine Noor Al Hussein. Fondata nel 1980 dalla  Royal Society of Fine Arts, la collezione permanente del museo "comprende oltre 2000 opere tra dipinti, stampe, sculture, stampe, sculture, fotografie, installazioni, intrecci e ceramiche di oltre 800 artisti provenienti da 59 paesi, principalmente da Asia e Africa."

## Collezioni
La collezione permanente del museo comprende opere di artisti provenienti da: Algeria, Armenia, Australia, Bahrain, Danimarca, Egitto, Francia, Ghana, India, Indonesia, Iran, Iraq, Italia, Giappone, Giordania, Cabardino-Balcaria, Kuwait, Kirghizistan, Libano, Libia, Malesia, Malta, Mongolia, Marocco, Paesi Bassi, Nigeria, Oman, Pakistan, Palestina, Papua Nuova Guinea, Perù, Filippine, Qatar, Arabia Saudita, Senegal, Spagna, Sudan, Svizzera, Siria, Taiwan, Tagikistan, Thailandia, Tunisia, Turchia, Turkmenistan, Emirati Arabi Uniti, Regno Unito, Stati Uniti, Uzbekistan, Yemen e Ex Repubblica jugoslava.

## Strutture del museo
La ristrutturazione e l'ampliamento dell'edificio museale sotto l'egida dell'architetto Mohamed al-Asad ha ricevuto l'Aga Khan Award for Architecture nel 2007.

## Museo itinerante
La Galleria nazionale di belle arti della Giordania ha lanciato il progetto del museo itinerante, con il patrocinio della principessa Rajwa Bint Ali, presidente della Royal Society of Fine Arts, lunedì 18 maggio 2009 in occasione della Giornata internazionale dei musei.
Questo progetto pionieristico mira ad aumentare la consapevolezza culturale nelle arti plastiche e visive e ad introdurre il movimento artistico in Giordania e nel mondo arabo in via di sviluppo e in diversi villaggi e province del Regno.